# Hiéroglyphe égyptien V31

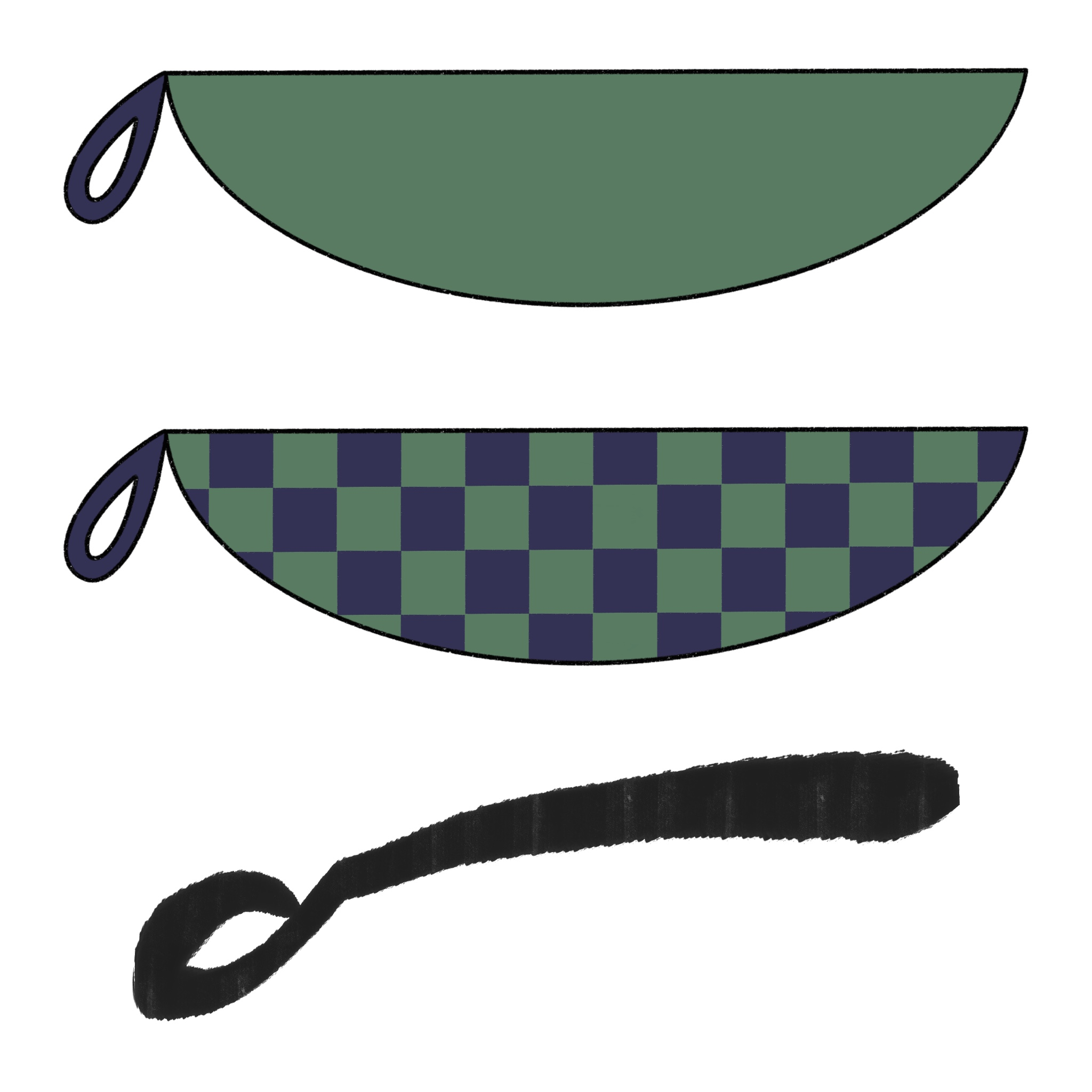
Version hiéroglyphique et hiératique

La corbeille à anse est un caractère unilitère hiéroglyphique égyptien classé dans la section V « Cordes, fibres, corbeilles, sacs » de la liste de Gardiner, noté V31. Il représente une corbeille avec une anse. Il ne doit pas être confondu avec le bilitère neb, représenté sous la forme d’une corbeille sans anse. Il est translittéré k.

## Exemples de mots
Ce caractère est utilisé comme unilitère dans un certain nombre de mots et de noms égyptiens, par exemple dans le nom du dieu Sobek.
| S29 | D58 | V31 · I3 |